# Łukaszów (województwo mazowieckie)
Łukaszów – wieś w Polsce położona w województwie mazowieckim, w powiecie białobrzeskim, w gminie Radzanów.
W latach 1975–1998 miejscowość administracyjnie należała do województwa radomskiego.
Wierni Kościoła rzymskokatolickiego należą do parafii pw. Nawiedzenia NMP w Bukównie. 